# Pluhův Žďár
Pluhův Žďár è un comune della Repubblica Ceca facente parte del distretto di Jindřichův Hradec, in Boemia Meridionale.

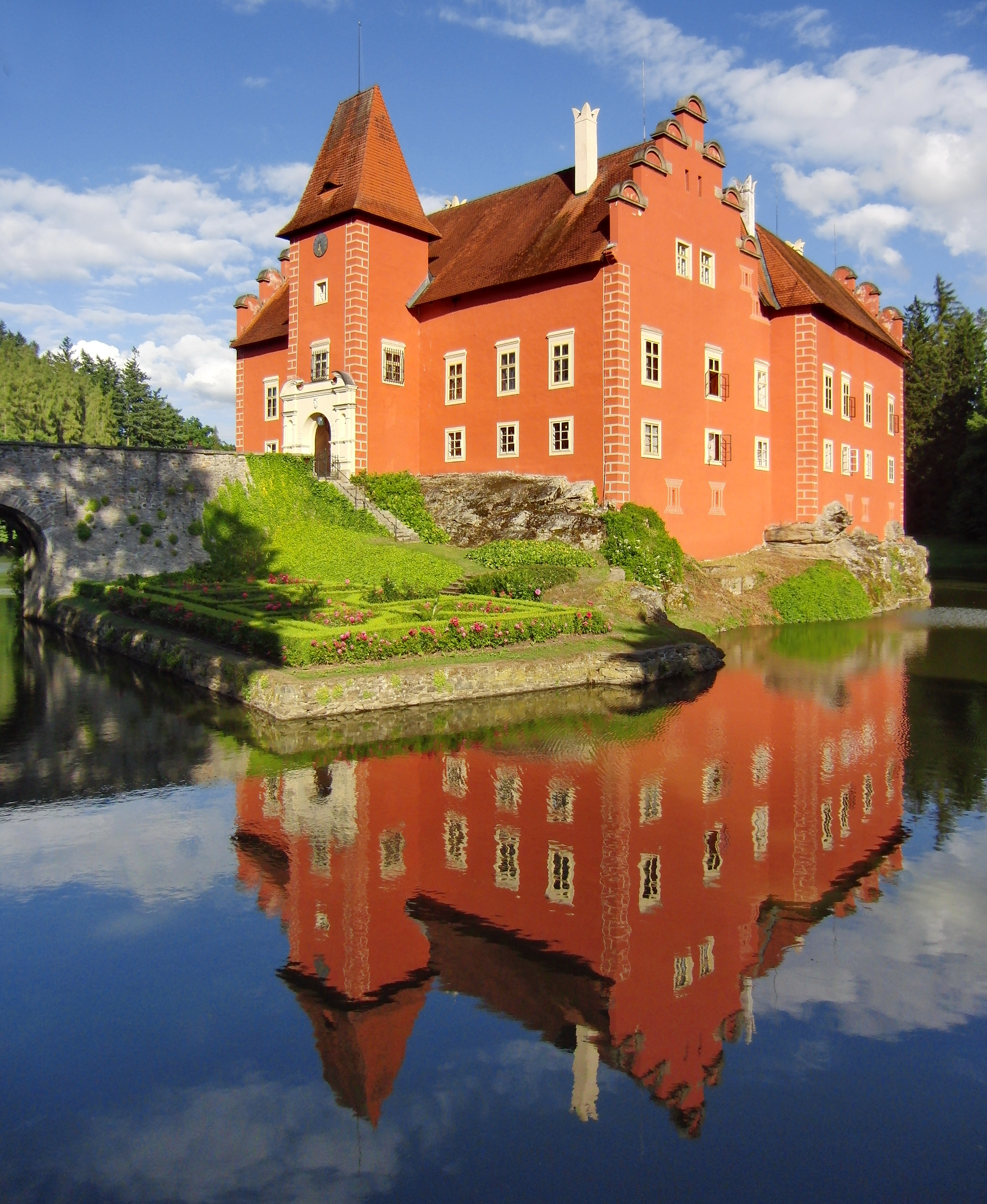
Il castello di Červená Lhota

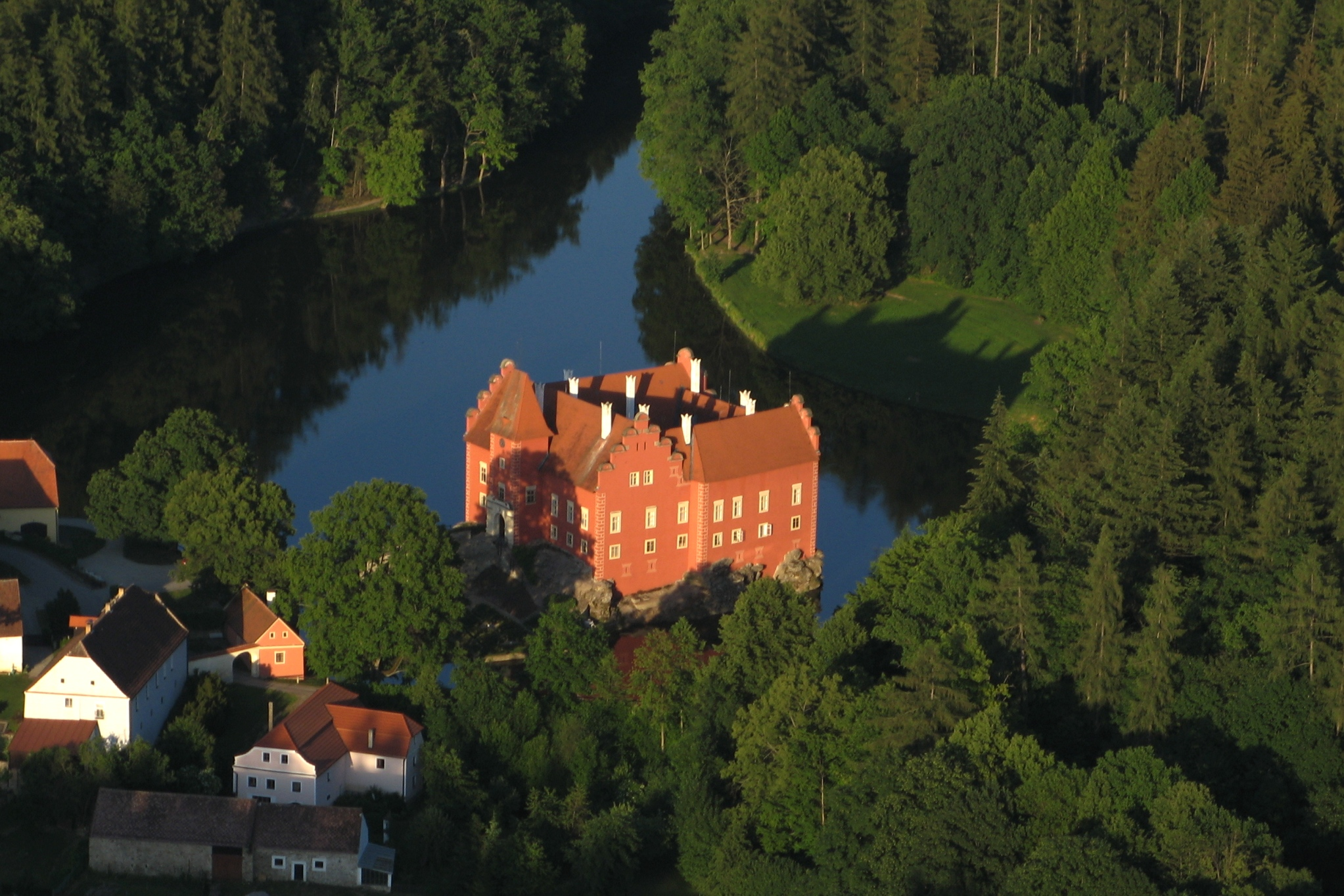
Vista dall'alto

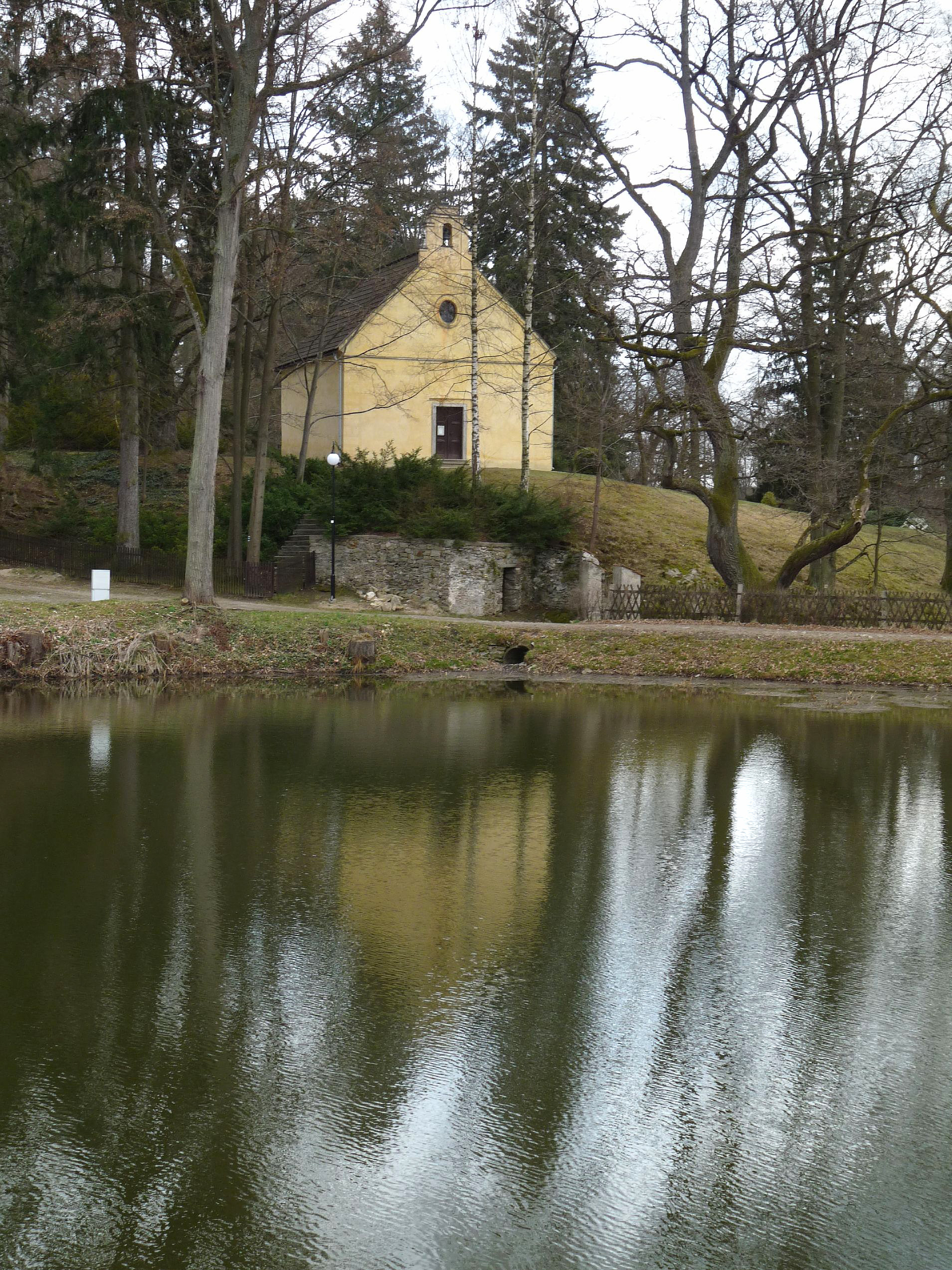
Cappella della Trinità

## Il castello di Červená Lhota
Il castello di Červená Lhota (in tedesco Rothlhota) è un edificio che sorge sulle acque di un piccolo lago, in stile romantico.
Prima dell'attuale castello, sull'isolotto sorgeva una fortezza gotica.  Con lo sbarramento del corso d'acqua e l'allagamento della vallata, la fortezza sulla roccia divenne un buon punto di difesa.
Nel XVI secolo si arrivò alla ricostruzione in stile rinascimentale da parte della famiglia Káb di Rybňany.  Altre modifiche radicali furono introdotte nel XIX secolo e poi nel XX.
Gli interni storici conservano arredi e decorazioni del periodo tra il XVI e il XIX secolo. Tra il 1903 e il 1913, il principe Johann Schönburg-Hartenstein fece eseguire una ricostruzione neorinascimentale progettata dall'architetto Humbert Walcher di Moltheim, che conferì al castello l'aspetto attuale. Nel maggio 1945, l'Armata Rossa occupò e saccheggiò il castello.
La storia del castello è legata all'attività del musicista Carl Ditters von Dittersdorf, che qui fu ospite negli ultimi anni della sua vita.  Ditters morì nella Neuhof, una fattoria appartenente al castello, ed è sepolto nel cimitero della vicina cittadina di Deštná.
Negli anni della Cecoslovacchia comunista, nel castello venne allestito un ospedale pediatrico. Dopo la ricostruzione del 1960-1967, il castello è stato aperto al pubblico. È dichiarato monumento culturale nazionale della Repubblica Ceca.